# Mimolette
Mimolette es un queso producido tradicionalmente en la ciudad de Lille en el norte de Francia (donde es conocido también como boule de Lille).

## Características
Es un queso de leche de vaca, suele pesar normalmente cerca de 2 kilogramos. Su nombre proviene de mollet. Cuando es joven su corteza es flexible, pero con la edad se convierte en más dura. Tiene una corteza y una carne grises y ligeramente anaranjadas. El color anaranjado viene del colorante natural achiote añadido durante el proceso de elaboración. La corteza grisácea de mimolette envejecido es el resultado del ácaro del queso que es introducido intencionalmente para agregar sabor por su acción en la superficie del queso.

## Modo de servir
El mimolette se puede consumir en diversas etapas de envejecimiento. La mayoría de los amantes del queso lo aprecian más cuando está «adicionalmente viejo» o algo envejecido. En ese punto, puede llegar a ser algo duro de masticar, y la carne toma un delicioso sabor a avellana.